# Rio Nahualate
Rio Nahualate é um rio centro-americano da Guatemala.